# Zuxul
Zuxul è un comune dell'Azerbaigian situato nel distretto di Qusar. Conta una popolazione di 372 abitanti.